# Medical Subject Headings
Medical Subject Headings, або MeSH (укр. Медичні предметні рубрики) — тезаурус, контрольований словник предметних рубрик (база даних термінів), який використовується для індексування, каталогізації та пошуку інформації в галузі біології, медицини, охорони здоров'я та суміжних науках. Заснований та оновлюється Національною Бібліотекою Медицини США, Національного Інституту Здоров'я США. Мова оригіналу: англійська. Існують національні версії MeSH іншими мовами.
Станом на 2021 рік база даних MeSH містила понад 28 000 головних рубрик (дескрипторів) із понад 90 000 термінів введення, а також понад 240 000 додаткових термінів для полегшення пошуку (концептуальних записів).
MeSH доступний для перегляду та завантаження лише через інтернет; друкована версія виходила до 2007 р. Також доступний відкритий MESH API та редактор SPARQL запитів, MeSH RDF Technical Documentation.
Щороку базу покращують, вдосконалюють та оптимізують. Для користувачів та розробників створено окремий розділ, де висвітлюються зміни та оновлення.
Однією із найвідоміших медичних баз, де використовують MeSH, є MEDLINE.
В Українській Вікіпедії використовуються прямі посилання на MeSH у статтях, що описують захворювання у Шаблоні: Хвороба.

## Історія
MeSH було запроваджено у 1960-х роках Роджерсом (англ. Rogers F.B.) із власним індексним каталогом англ. NLM і предметними рубриками Квартального кумулятивного індексу Medicus (видання 1940 року) як попередниками. Щорічний друк паперової версії MeSH було припинено в 2007 році; MeSH тепер доступний лише онлайн. Його можна безкоштовно переглянути та завантажити через PubMed. Спочатку MeSH був англомовний, але потім здійснили переклад на інші мови (української не має), що дозволяє отримувати документи з різних джерел.

## Категорії
Перелік кодів MeSH
Категорії верхнього рівня в ієрархії дескрипторів MeSH:
- Анатомія,  англ. Anatomy [A]
- Організми, англ. Organisms [B]
- Захворювання, англ. Diseases [C]
- Хімікати та Ліки, англ. Chemicals and Drugs [D]
- Аналітика, Аналітична Діагностика, Терапевтичні Техніки і Обладнання; англ. Analytical, Diagnostic and Therapeutic Techniques, and Equipment [E]
- Психіатрія and Психологія, англ. Psychiatry and Psychology [F]
- Явища і Процеси, англ. Phenomena and Processes [G]
- Дисципліни та рід занять, англ. Disciplines and Occupations [H]
- Антропологія, Освіта, Соціологія і Соціальні Явища; англ. Anthropology, Education, Sociology and Social Phenomena [I]
- Технологія, Індустрія і Агрокультура, англ. Technology, Industry, and Agriculture [J]
- Гуманітарні науки, англ. Humanities [K]
- Наукова інформатика, англ. Information Science [L]
- Іменовані Групи, англ. Named Groups [M]
- Охорона Здоров'я, англ. Health Care [N]
- Характеристики Видання, англ. Publication Characteristics [V]
- ,англ. Geographicals [Z][12]

### Кваліфікатори
На додаток до ієрархії дескрипторів, MeSH містить невелику кількість стандартних кваліфікаторів (також відомих як підзаголовки), які можна додати до дескрипторів, щоб звузити тему. Наприклад, «Кір» є дескриптором, а «епідеміологія» є кваліфікатором; «Кір/епідеміологія» описує підзаголовок епідеміологічних статей про кір. Термін «епідеміологія» можна додати до всіх інших дескрипторів захворювання. Не всі комбінації дескриптор/кваліфікатор дозволені, оскільки деякі з них можуть бути безглуздими.
Загалом існує 83 різних кваліфікації.

### Доповнення
Окрім дескрипторів, MeSH також містить близько 318 000 записів додаткових понять (доповнення). Вони не належать до контрольованого словника як такого; натомість вони розширюють тезаурус і містять посилання на дескриптор, який найбільше підходить для використання в пошуку MEDLINE. Багато з цих записів описують хімічні речовини.